# 土井 (福岡市)
土井（どい）は、福岡県福岡市東区の地名。現行行政地名は土井一丁目から土井四丁目及び大字土井。大字土井は住居表示未実施。郵便番号は813-0032。

## 地理
東区東南部、江辻山北西麓に位置する。北で青葉、東で名子、南で糟屋郡粕屋町江辻・戸原、南西で多の津、西で多々良・八田と隣接する。
東側の名子・蒲田と共に東区内では比較的水田が残り、稲作が行われている地域である。

## 交通

### 鉄道
- JR九州香椎線:土井駅

### 道路
- 福岡県道21号福岡直方線
- 福岡県道24号福岡東環状線
- 福岡県道546号猪野土井線

## 施設

### 一丁目
- 東消防署
- 佐賀銀行
- ジョイフル
- セリア
- 新生堂薬局
- 西松屋

### 二丁目
- ガスト
- マクドナルド
- UCC
- まちかど図書館

### 三丁目
- 土井南公園

### 四丁目
- 光国禅寺
- 覚応寺
- ドラッグストアモリ